# ゴンサロ・カストロ・イリサバル
ゴンサロ・"チョリ"・カストロ・イリサバル（Gonzalo "Chory" Castro Irizábal, 1984年9月14日 - ）は、ウルグアイ・フロレス県トリニダ出身のサッカー選手。CAリーベル・プレート所属。ポジションはミッドフィールダー。妹のフリアナ・カストロもサッカー選手でありウルグアイ女子代表である。

## 経歴
ナシオナル・モンテビデオの下部組織出身で、2002年7月13日のセントラル・エスパニョールFC戦でデビューした。ナシオナルでは2度のリーグ制覇を果たし、2005-06シーズンには得点ランキングの3位にはいった。2007年8月7日、5年契約でスペインのRCDマヨルカに移籍した。2007-08シーズンは途中出場中心で9試合に出場した。2008-09シーズンは19試合に出場したが、先発出場は3試合のみだった。
2005年8月17日、スペインのヒホンで行われたスペインとの親善試合でウルグアイ代表デビューした。